# Rose Kabuye
Rose Kabuye (* 22. April 1961 in Muvumba, Ruanda als Rose Kanyange) ist eine ehemalige Guerillakämpferin der Ruandischen Patriotischen Front (Oberstleutnant i. R.) und ruandische Politikerin. Sie ist ehemalige Protokollchefin von Präsident Paul Kagame.

## Leben
Kabuye ist eine von neun ruandischen Amtspersonen, die aufgrund des Abschusses des Flugzeugs von Präsident Juvénal Habyarimana (1994) 2006 von Ermittlungsrichter Jean-Louis Bruguière angeklagt und von französischen Behörden gesucht wurde. Das Ereignis gilt als Auslöser des systematischen Völkermordes in Ruanda, der zu 800.000 Todesopfern führte.
Sie wuchs im ugandischen Exil als eine von vielen Tutsi-Flüchtlingen auf und schloss sich dort Ende der 80er Jahre der Ruandischen Patriotischen Front (RPF) an. Innerhalb der Rebellenbewegung stieg sie bis zur ranghöchsten Frau auf und führte als Majorin Teile dieser Truppe an. Nach 1994 war sie als Parlamentsmitglied und Bürgermeisterin der Hauptstadt Kigali tätig. Dort machte sie sich für die Verbesserung der Rechte der Frauen und die Versöhnung zwischen Hutu und Tutsi stark. Sie gilt als enge Vertraute von Präsident Kagame, für den sie seit 2006 als Protokollchefin fungiert. In dieser Funktion war sie oft im Ausland und auch mehrfach in Deutschland tätig.
Kabuye wurde im November 2008 bei ihrer Ankunft am Flughafen Frankfurt aufgrund eines von französischen Behörden ausgestellten internationalen Haftbefehls festgenommen. Frankreich legt ihr zur Last, am Mord an Ruandas früherem Präsidenten Juvénal Habyarimana beteiligt gewesen zu sein, der 1994 in seinem Flugzeug abgeschossen worden war. Die Festnahme rief diplomatische Verwicklungen hervor, da Ruanda auf dem Standpunkt steht, dass Rose Kabuye sich auf einer diplomatischen Mission befand. Nach anfänglichem formellen Protest verwies die ruandische Regierung den deutschen Botschafter wenige Tage später des Landes. Außerdem wurde der ruandische Botschafter für Deutschland „zu Konsultationen zurückgerufen“. In Kigali demonstrierten mehrere tausend Personen vor der deutschen Botschaft gegen die Festnahme.
Kabuye wurde im Januar 2009 an Frankreich ausgeliefert. Nach mehreren Vernehmungen wurde der Haftbefehl im März 2009 aufgehoben.